# Leonard Fuchs
Leonard Manolo „Leo“ Fuchs (* 24. Mai 2000 in Hamburg) ist ein deutscher Filmregisseur, Drehbuchautor, Schauspieler und Filmproduzent.

## Leben
Fuchs erhielt agenturinternen Schauspielunterricht bei der „New Talent Schauspielschule“ in Hamburg. Er ist seit 2017 an Filmproduktionen beteiligt.
Seine erste Hauptrolle spielte Fuchs im Oktober 2019 in dem Kurzspielfilm Aus den Fugen (Regie: Wiebke Becker), der 2020 u. a. bei den Biberacher Filmfestspielen, beim Fünf Seen Filmfestival und beim Bundesfestival junger Film gezeigt wurde. In der Produktion der Hamburg Media School verkörpert Fuchs den 18-jährigen Thomas, der seine Pädophilie nicht länger mehr vor seiner Familie geheim halten kann.
In der 18. Staffel der ARD-Serie Rote Rosen spielte Fuchs im Oktober/November 2020 (Folge 3211 bis Folge 3215) die Nebenrolle des Felix Neubauer, einen Lehramtsstudenten aus Göttingen, in den sich der Hotel-Azubi und Rapper Anton Berger unglücklich verliebt. In der 7. Staffel der TV-Serie In aller Freundschaft – Die jungen Ärzte (2021) übernahm Fuchs eine Episodenhauptrolle als junger Patient Lars Wexler, der sich unerwartet und unerwünscht in den zur Stammbesetzung gehörenden Assistenzarzt Mikko Rantala (Luan Gummich) verliebt. In der 25. Staffel der TV-Serie In aller Freundschaft – Die jungen Ärzte (2022) verkörperte Fuchs in einer Episodenhauptrolle einen jungen Tischler aus Thüringen, der wegen starker Bauchschmerzen als Patient in die Notaufnahme eingeliefert wird.
Ende 2020 gründete Fuchs gemeinsam mit seinen Freunden Bruno Alexander, Emil Belton, Oskar Belton und Max Mattis die Filmproduktionsfirma „Kleine Brüder“, mit der sie gemeinsam die Mockumentary-Serien Die Discounter (2022) und Player of Ibiza (2024) produzierten. Fuchs ist außerdem Produzent, Regisseur, Drehbuchautor und Darsteller der Comedy-Fernsehserie Intimate, die seit März 2023 bei der Streaming-Plattform Joyn abrufbar ist und im Free-TV bei ProSieben zu sehen war. Für die Arbeit an Intimate wurden Fuchs und die Produktionsfirma „Kleine Brüder“ mit dem Förderpreis beim Deutschen Fernsehpreis 2023 ausgezeichnet. 2024 führte Leonard Fuchs erstmals Solo-Regie bei der Coming-of-Age-Serie KEKs, die im Oktober 2024 ebenfalls auf Joyn erschien.
Leonard Fuchs lebt in Hamburg.

## Filmografie (Auswahl)
- 2017–2020: Intimate (Webserie)
- 2019/20: Aus den Fugen (Kurzfilm, Hauptrolle)
- 2020: Rote Rosen (Fernsehserie, Nebenrolle)
- 2021: Wir Kinder vom Bahnhof Zoo (Fernsehserie, Folge Welpen)
- 2021: Die Pfefferkörner (Fernsehserie, Folge Himberkuchen-Hacker)
- 2021: Großstadtrevier (Fernsehserie, Folge Frau Küppers und der Tod, Doppelfolge)
- 2021: In aller Freundschaft – Die jungen Ärzte (Fernsehserie, Folge Wieder da)
- 2022: In aller Freundschaft (Fernsehserie, Folge Pläne ändern sich)
- 2022: Die Discounter (Fernsehserie, Folge Sommerfestspiele)
- seit 2023: Intimate (Fernsehserie, 8 Folgen)
- 2024: Player of Ibiza (Fernsehserie, 5 Folgen)
- 2024: KEKs (Fernsehserie, 9 Folgen)